# DJ OZMA
DJ OZMA(디제이 오즈마, 1979년 4월 26일 ~ )는 일본의 가수이다.

## 인물 및 약력
- 본명은 자칭 오즈마노 스미타다(尾妻野純直)이며, 생년월일과 출신지는 알려지지 않았다.
- 금발의 아프로 헤어(Afro hair)에 큰 선글라스가 특이 사항이다. 이름 앞에 'DJ'라는 말이 붙어있으나, 실제로는 디스크 자키가 아니다.
- 기시단(氣志團)의 보컬 겸 리더인 아야노코지 쇼(綾小路翔) 및 야지마 미용실(矢島美容室)의 나오미 카메리아 야지마(ナオミ カメリア ヤジマ )와 같은 사람이나, 본인은 아야노코지는 '친구'이며, 나오미는 '그냥 우연히 비슷한 사람'이라고 주장하고 있다.
- 본명은 아즈마노 스미타다(東野純直)의 패러디이며, 오즈마노(尾妻野)라는 성은 일본에서 확인되지 않았다.
- 2000년에 한국, 2004년에 중국에서 데뷔했다고 자칭하였다.
- 2006년 3월 22일에 《アゲ ♂ アゲ ♂ EVERY ☆ 騎士》(아게 ♂ 아게 ♂ EVERY ☆ 기사)를 발매하며 데뷔하였으며, 2006년 3월 31일에는 음악 프로그램 뮤직 스테이션에 처음으로 출연하였다.
- 2006년 9월 15일에 한국에서 〈アゲ ♂ アゲ ♂ EVERY ☆ 騎士〉와 〈One Night〉의 원곡을 부른 힙합 그룹 DJ DOC와 공동으로 공연을 개최하였다.
- 2006년 11월과 12월에 걸쳐 첫 전국 투어 공연인 'DJ OZMA "I PARTY PEOPLE" TOUR 2006 LUV - XURY'를 개최하였다.

## 작품

### 싱글
- 《アゲ ♂ アゲ ♂ EVERY ☆ 騎士》 (2006년 3월 22일) : DJ DOC의 〈Run to you〉를 리메이크(원곡은 Boney M의 〈Daddy Cool〉.).
- 《純情 〜スンジョン〜》 (2006년 7월 12일) : 한국의 혼성 그룹 코요태의 〈순정〉을 리메이크.
- 《One Night》 (2006년 9월 27일) : DJ DOC의 〈One Night〉를 리메이크.
- 《疾風迅雷命 ~ BOM-BA-YE ~》 (2007년 4월 25일) : 한국의 힙합 그룹 사이드 비의 <봄바예>를 리메이크.
- 《E.YO.NE!!》 (2007년 6월 13일)
- 《Lie-Lie-Lie》 (2007년 8월 1일)
- 《Spiderman》 (2007년 9월 19일)
- 《TOKYO BOOGiE BACK/For You》 (2007년 11월 14일)
- 《人気者で行こう!》(2008년 4월 16일)
- 《MASURAO》 (2008년 12월 3일)

### 앨범
- 《I ♥ PARTY PEOPLE》 (2006년 11월 15일)
- 《I ♥ PARTY PEOPLE 2》 (2007년 12월 5일)
- 《I ♥ PARTY PEOPLE 3》 (2008년 12월 31일)
- 《SINGLE COLLECTION　- 2006 ~ 2008 - ~ A-side trax ~》 (2008년 12월 31일)

## 같이 보기
- 기시단
- DJ DOC
- 코요태